# Södersjukhuset
Södersjukhuset (das Südkrankenhaus), kurz auch Sös genannt, ist Stockholms größtes Krankenhaus. Es liegt im Stadtteil Södermalm.

## Das Gebäude

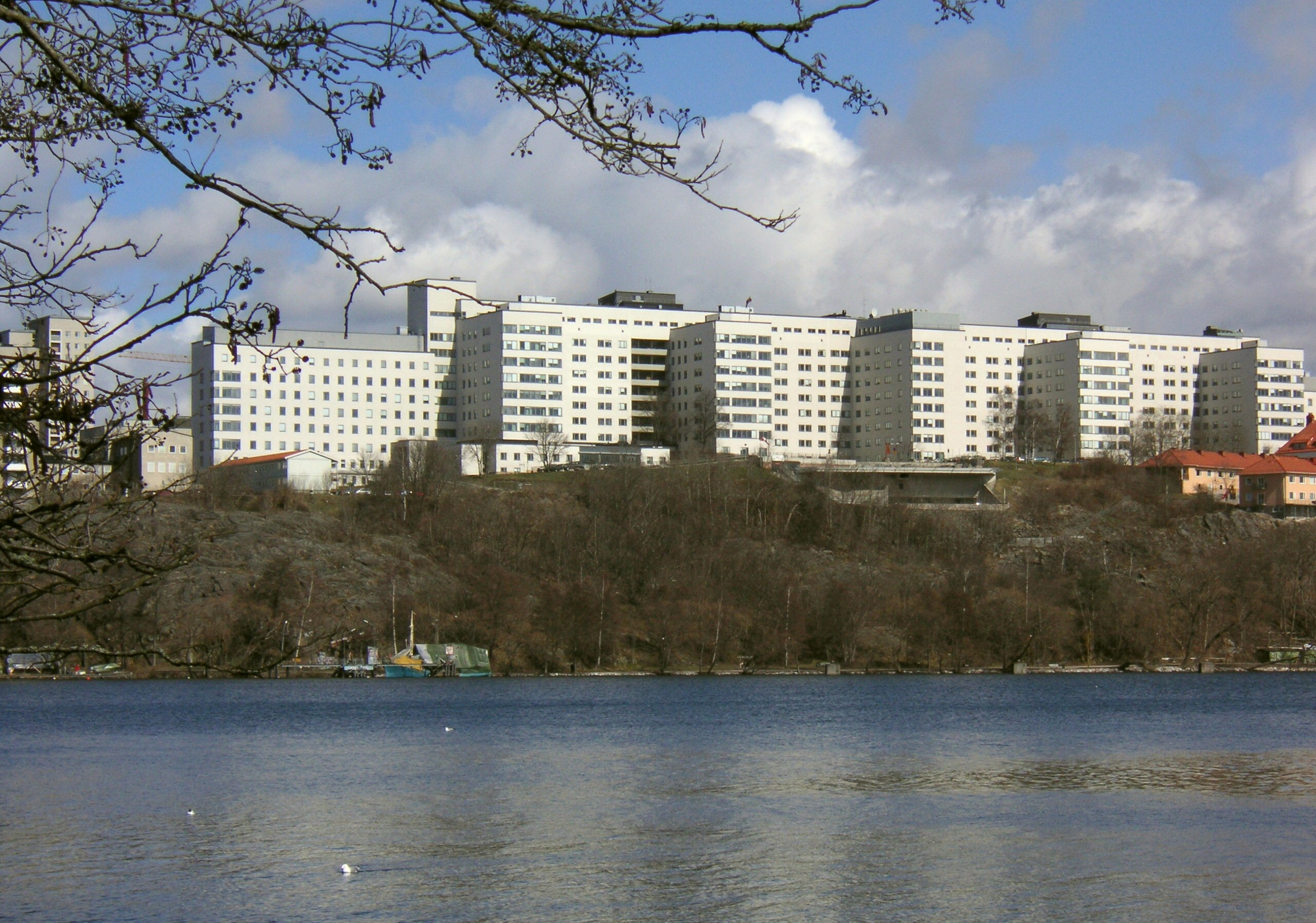
Södersjukhuset im Frühling 2006

Das Södersjukhuset wurde während der Jahre 1937 bis 1944 nach den Plänen der Architekten Hjalmar Cerderström und Hermann Imhäuser gebaut. Der Planung gingen umfangreiche Untersuchungen und Studienreisen im Ausland voraus. Das Haus wurde am 3. April 1944 von König Gustav V. eingeweiht und war damals Skandinaviens größtes und modernstes Krankenhaus und 1953 nach seiner Fertigstellung Schwedens größtes Bauwerk. Der Komplex besteht aus zwei parallelen Gebäudegruppen, die mit vier Querbauten verbunden sind. Die weißgestrichenen, aufgelockerten  Fassaden geben dem großen Bau ein dominantes, aber freundliches  Aussehen auf der Anhöhe am Nordufer des Årstaviken.

## Der Krankenhausbetrieb
Im Jahre 1994 hatte das Krankenhaus Europas größte Notaufnahme mit ca. 100.000 Besuchen pro Jahr und ca. 200.000 Pflegetagen pro Jahr. Im selben Jahr wurde auch ein Not- und katastrophenmedizinisches Zentrum (Disaster Emergency Centrum – DEMC) fertiggestellt. Es befindet sich, eingesprengt im Fels, unter dem Krankenhaus, in den Räumlichkeiten eines ursprünglichen Kriegskrankenhauses, das nie zum Einsatz kam.
Während der Jahre 2000–2003 wurde das Krankenhaus durchgreifend renoviert, dabei wurde auch das ursprüngliche Aussehen der Südfassade wiederhergestellt, gleichzeitig eröffnete man Europas modernstes bilddiagnostisches Zentrum. 2005 wurde Schwedens erste Notaufnahme für vergewaltigte Frauen eingerichtet.
Heute (2007) ist das Södersjukhus mit einer Nutzfläche von 120.000 m², 545 Pflegeplätzen und ca. 3.900 Angestellten Stockholms größtes Krankenhaus. Der Umsatz lag bei 2,9 Milliarden SEK.